# Amazonebekken
Het Amazonebekken, ook wel het Amazonegebied, het Braziliaans laagland of het Laagland van de Amazone genoemd, is het drainagebekken van de Amazone en haar zijrivieren. Het is een uitgestrekt laagland in het noorden van Zuid-Amerika. Het gebied ligt grotendeels in het noorden van Brazilië, maar voor een deel ook in Guyana, Venezuela, Colombia, Ecuador, Peru en Bolivia. De totale oppervlakte is zo'n 6,3 miljoen vierkante kilometer.

## Geografie
Het bekken wordt omgeven door het Hoogland van Guyana in het noorden, de Andes in het westen en het Hoogland van Brazilië in het zuiden en oosten. In vroegere geologische tijden is dit gebied een binnenzee geweest. Nadat de Andes was gevormd werd het opgevuld door de sedimenten van rivieren zoals de Amazone, de Rio Negro en de Rio Madeira.
De Amazone ontspringt in Peru en mondt na 6525 kilometer uit in de Atlantische Oceaan. Langs de Amazone ligt het Amazoneregenwoud of selva, het grootste tropische regenwoud in de wereld. Het gebied heeft een tropisch regenwoudklimaat en aan de randen een moessonklimaat.
Twee keer per jaar overstroomt dit gebied zo erg dat vele rivieren met elkaar in verbinding komen te staan. Dit gebeuren wordt het wassen van het water genoemd. Verder komen er het hele jaar door moerassen voor elk ter grootte van de Benelux. Men kan zich dan ook het Amazonebekken voorstellen als een uitgestrekt bekken dat permanent met water gevuld is.

## Economie en de indianen
Vanwege de aanwezigheid van goud, uranium, ijzererts en diamant zijn veel bomen gekapt om ruimte te maken voor mijnbouw, landingsbanen en wegen. Het tropisch hardhout levert veel geld op. Veel Brazilianen zijn naar het regenwoud getrokken om akkers aan te leggen of een veeteeltbedrijf te beginnen. Met oorspronkelijke bewoners, de indianen, werd geen rekening gehouden. Door de ontbossing is meer dan één vijfde van het Amazoneregenwoud reeds verdwenen. Er zijn organisaties die het regenwoud in stand proberen te houden door diploma's te geven aan bedrijven die goed voor het regenwoud zorgen en de indianen te leren hoe ze meer geld kunnen verdienen met het hout dat ze kappen.